# Liolaemus huacahuasicus
Liolaemus huacahuasicus är en ödleart som beskrevs av  Laurent 1985. Liolaemus huacahuasicus ingår i släktet Liolaemus och familjen Tropiduridae. IUCN kategoriserar arten globalt som sårbar. Inga underarter finns listade i Catalogue of Life.